# Gà lôi tía
Gà lôi tía (tên khoa học: Tragopan temminckii) là loài gà lôi cỡ trung, chiều dài thân khoảng 64 cm, thuộc chi Tragopan. 
Gà lôi tía sống trong các khu rừng thuộc phía bắc của Nam Á, từ đông bắc Ấn Độ, Tây Tạng, tây bắc Việt Nam đến một số tỉnh bắc Trung Quốc.

## Hình ảnh

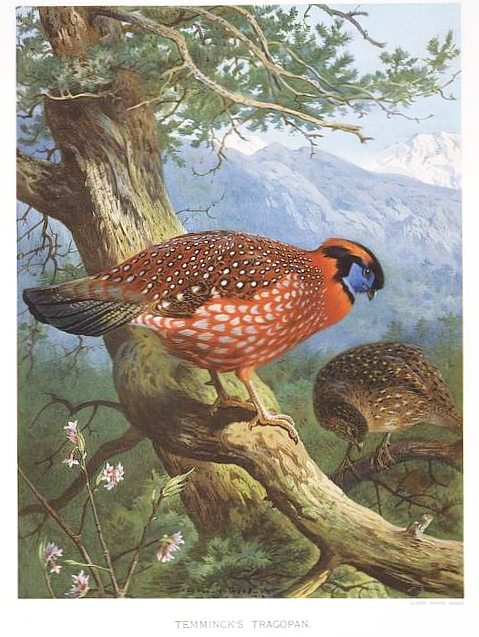

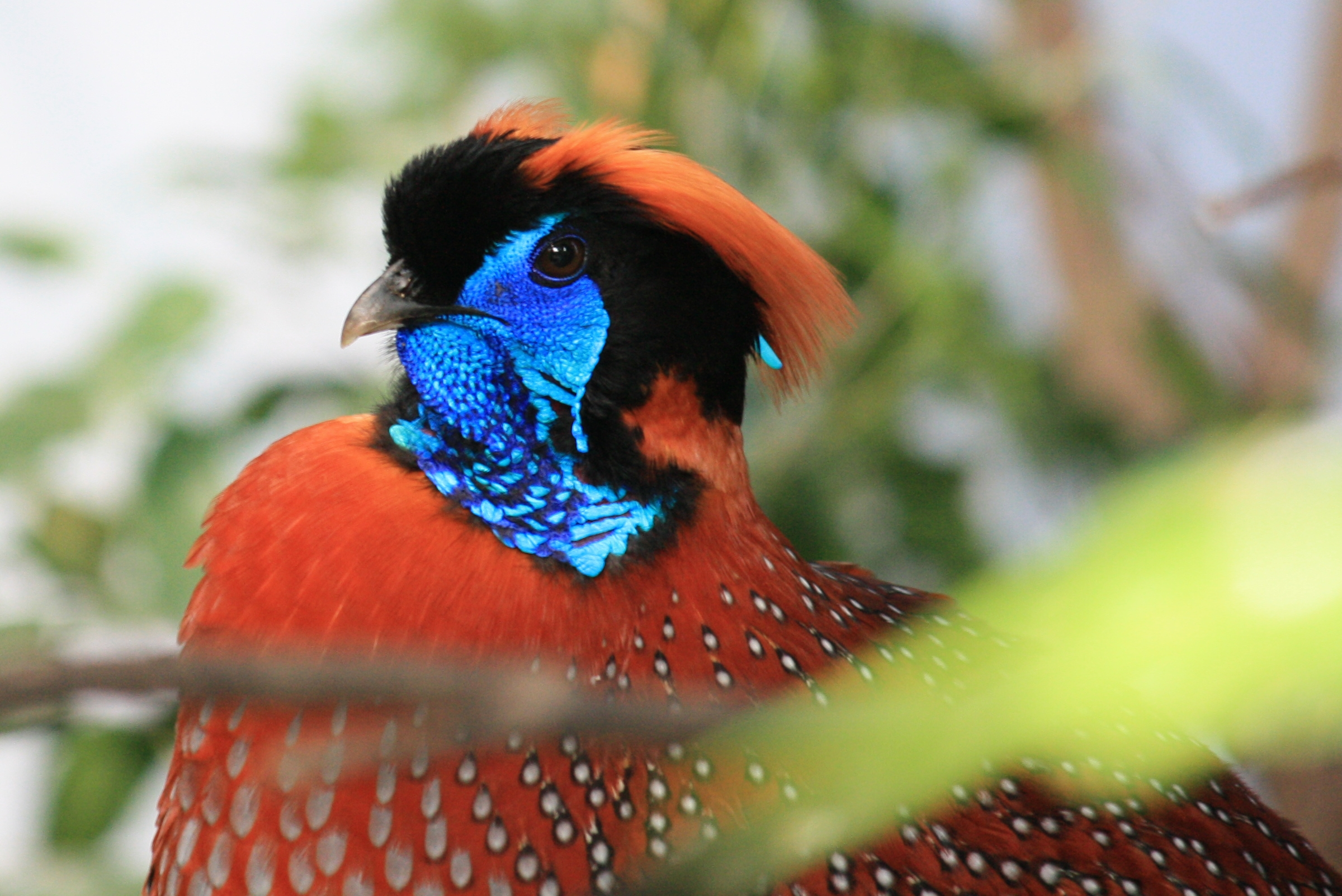
Gà trống

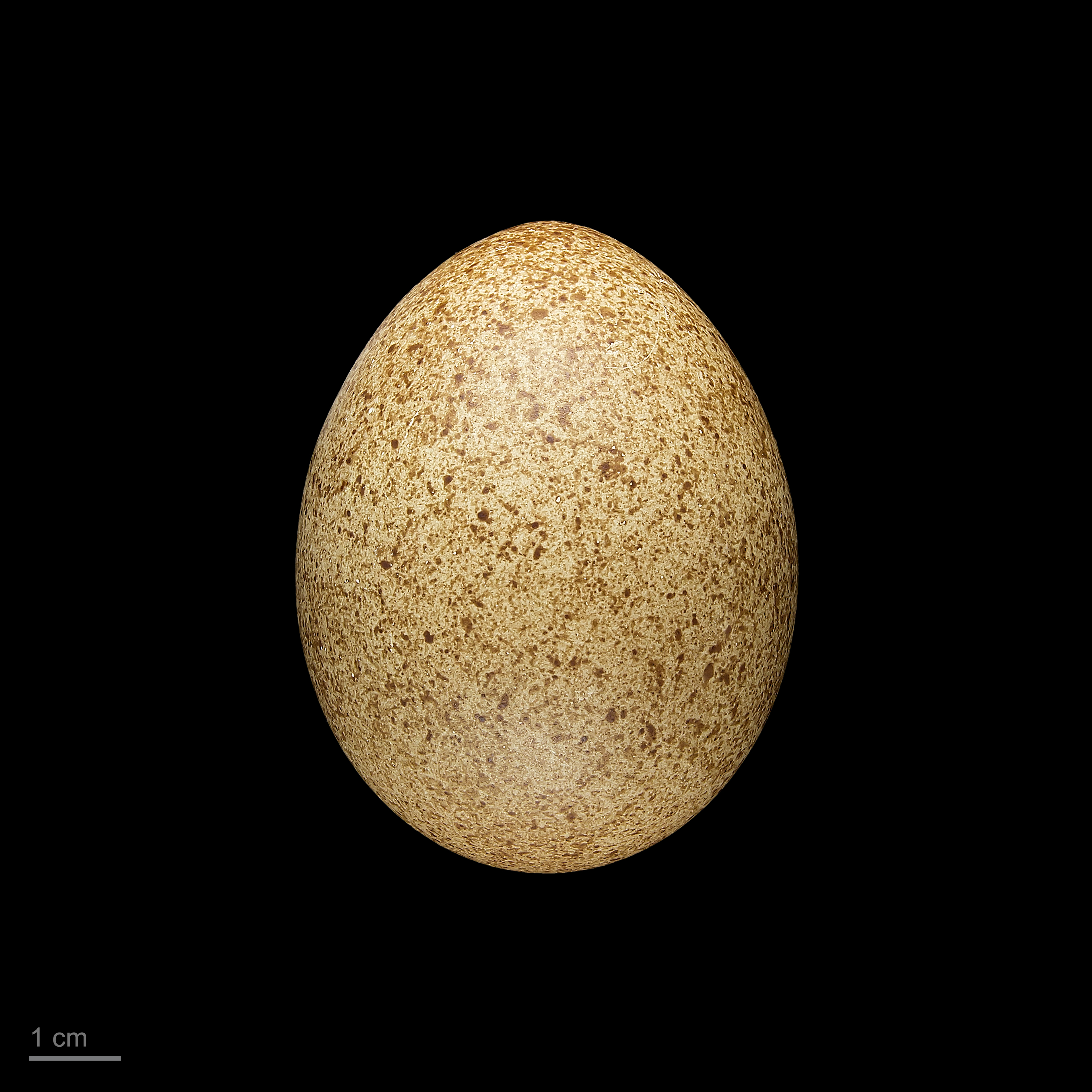
Tragopan temminckii